# رشدية (نبات)
الرشدية أو الرسدية (الاسم العلمي: Averrhoa) هو جنس من النباتات يتبع الفصيلة الحماضية من رتبة الحماضيات. سمي هذا الجنس من النبات تكريما للفيلسوف العربي ابن رشد.

## أنواع الابن الرشدية
- رشدية بليمبية
- رشدية نجمية
- رشدية طويلة الثمار
- رشدية بيضاء البتلات
- رشدية صغيرة الأوراق
- رشدية حمضية
- رشدية مورقة
- رشدية صغيرة
- رشدية صينية